# Karl Budde
Karl Ferdinand Reinhard Budde (* 13. April 1850 in Bensberg; † 29. Januar 1935 in Marburg) war ein deutscher evangelischer Theologe und Alttestamentler.

## Leben
Budde war der Sohn eines Oberlehrers an der Kadettenanstalt in Bensberg. Der Krupp-Direktor Otto Budde sowie der spätere preußische Minister Hermann von Budde waren seine Brüder. Er erhielt eine klassisch humanistische Schulbildung am Königlichen Gymnasium am Burgplatz zu Essen. Von 1867 bis 1873 studierte er Evangelische Theologie in Bonn, Berlin und Utrecht. Schon mit 23 Jahren wurde Budde 1873 Privatdozent und 1879 außerordentlicher Professor an der Universität Bonn. Von 1878 bis 1885 war er hier auch Inspektor des Theologischen Stifts und unterrichtete Deutsch, Geschichte und Religion an einer Höheren Töchterschule. 1889 wurde er zum Professor für Altes Testament an die Universität Straßburg berufen. Von 1900 bis zu seiner Emeritierung 1921 lehrte er an der Universität Marburg und war 1910 ihr Rektor.
1883 erhielt er einen Theologischen Ehrendoktor der Universität Gießen; 1911 von der schottischen University of St Andrews.
Er galt seinerzeit als ein Hauptvertreter der alt-Wellhausenschen Schule. Neben seinen Arbeiten zum Alten Testament setzte er sich im Sinne des Kulturprotestantismus für die religiöse Kunst Ludwig Richters ein. Seine große Richter-Sammlung schenkte er 1907 dem Museum Folkwang. Seit der Bekanntschaft mit Friedrich Spitta und Julius Smend in Straßburg interessierte sich Budde insbesondere auch für die Hymnologie und engagierte sich für die Ältere liturgische Bewegung. Er gehörte zur Kommission für das Straßburger Gesangbuch, schuf neue Übersetzungen der altniederländischen Lieder des Adrianus Valerius, und regte die Wiederentdeckung alter Weihnachtslieder an.
Von seinen zahlreichen Kirchenlied-Bearbeitungen und Übersetzungen ist Gottes Geschöpfe, kommt zuhauf, eine Übertragung des Sonnengesangs des Franz von Assisi nach einer englischen Vorlage von William Henry Draper, ins Evangelische Gesangbuch aufgenommen worden (EG 514).

## Werke
Für ein Werkverzeichnis siehe: Karl Buddes Schrifttum bis zu seinem 80. Geburtstag, in: Beihefte zur ZAW 54 (1930), mit einer Ergänzung in: ZAW 53 (1935), S. 286 ff.
- Beiträge zur Kritik des Buches Hiob. Bonn: Marcus 1876 (Digitalisat)
- Das hebräische Klagelied, in: ZAW 2 (1882), 1 ff.
- Die Biblische Urgeschichte. Gießen: Ricker 1883 (Digitalisat)
- Die Bücher Richter und Samuel, ihre Quellen und ihr Aufbau. Gießen: Ricker 1890 (Digitalisat)
- Hollenberg Hebräisches Schulbuch. 8. Auflage 1895; bekannt als Hollenberg-Budde, zahlreiche Auflagen bis 1967 (25. Auflage) (Digitalisat der 9. Auflage 1900)
- Das Buch Hiob. 1896 (19132) (Digitalisat)
- Buch der Richter. 1897 (Digitalisat im Internet Archive, Digitalisat bei Google books)
- Hoheslied und die Klagelieder. 1898
- Die Religion des Volkes Israel bis zur Verbannung. Gießen: Töpelmann 1900, 19052 (Digitalisat), 19123 unter dem Titel: Altisraelitische Religion

(engl.) The religion of Israel to the exile. London and New York: G.P. Putnam's Sons 1899 (American lectures on the history of religions 4) (Digitalisat)
- Die sogenannten Ebed-Jahwe-Lieder. Gießen: Ricker 1900 (Digitalisat)
- (mit Julius Röntgen) XIV Altniederländische Volkslieder nach Adrianus Valerius. 1901
- Die Bücher Samuel. 1902 (Digitalisat)
- Das Alte Testament und die Ausgrabungen. Gießen: Ricker (Töpelmann) 1903 (Digitalisat)
- Das prophetische Schrifttum. Tübingen: Mohr 1906
- Geschichte der althebräischen Literatur. Leipzig: Amelang 1906 (19092) (Die Litteraturen des Ostens in Einzeldarstellungen; Bd. 7, Abt. 1) (Digitalisat)
- Ludwig Richters Volkskunst. 1909 (19102)
- Auf dem Wege zum Monotheismus: Rektoratsrede von Karl Budde gehalten am 16. Oktober 1910. Marburg: Elwert 1910 (Marburger Akademische Reden; Nr. 24)
- (Hrsg.) Deutsches Herz, verzage nicht! Vaterlandslieder aus großer Zeit Jena: Diederichs 1914 (Kriegslieder fürs Deutsche Volk mit Noten; 4)
- Die schönsten Psalmen. Leipzig: Amelang 1915
- Das Lied Moses Deuteronomium 32. 1920
- Der Segen Moses Deuteronomium 33. Tübingen: J.C.B. Mohr 1922
- Adrian Ludwig Richter. Maler und Radierer. Verzeichnis seines gesamten graphischen Werkes von Johann Friedrich Hoff, von Grund aus neu gearbeitet. 19222
- Ludwig Richter. Altes und Neues. 1922
- (mit Arnold Mendelssohn) Das alte deutsche Weihnachtslied. Hamburg : Hanseatische Verlagsanstalt 1924
- Die biblische Paradiesgeschichte. Giessen: Töpelmann 1932 (Beihefte zur ZAW 60)